# 사쓰마반도

사쓰마반도의 위치

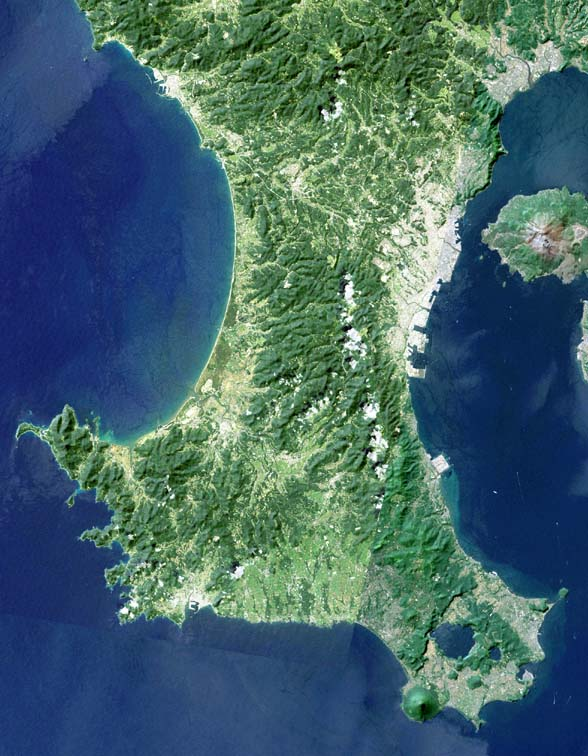
랜드샛 위성 사진

사쓰마반도(일본어: 薩摩半島, さつまはんとう)는 규슈에 위치한 반도이다. 규슈의 남서단에 위치하고 동해안은 가고시마만을 끼고 오스미반도와 마주보고, 서해안은 동중국해에 접한다. 가고시마현에 속해 있고, 중심 도시는 가고시마시이다.